# 1131
Високе Середньовіччя  •  Золота доба ісламу  •  Реконкіста  •  Хрестові походи  •  Київська Русь

## Геополітична ситуація
Візантію очолює Іоанн II Комнін (до 1143). Лотар II є королем Німеччини (до 1137), Людовик VI Товстий - королем Франції (до 1137).
Апеннінський півострів розділений: північ належить Священній Римській імперії, середню частину займає Папська область, більша частина півдня належить Сицилійському королівству. Деякі міста півночі: Венеція, Піза, Генуя, мають статус міст-республік.
Південь Піренейського півострова захопили Альморавіди. Північну частину півострова займають християнські Кастилія, Леон (Астурія, Галісія), Наварра та Арагон, Барселона. Королем Англії є Генріх I Боклерк (до 1135), королем Данії Нільс I (до 1134).
У Київській Русі княжить Мстислав Великий (до 1132). У Польщі княжить Болеслав III Кривоустий (до 1138). На чолі королівства Угорщина став Бела II (до 1141).
На Близькому сході існують держави хрестоносців: Єрусалимське королівство, Антіохійське князівство, Едеське графство, графство Триполі. Сельджуки окупували Персію та Малу Азію, в Єгипті владу утримують Фатіміди, у Магрибі Альмохади потіснили Альморавідів, у Середній Азії правлять Караханіди, Газневіди втримують частину Індії. У Китаї співіснують держава ханців, де править династія Сун, держава чжурчженів, де править династія Цзінь, та держава тангутів Західна Ся. На півдні Індії домінує Чола. В Японії триває період Хей'ан.

## Події
- Після смерті Балдуїна II єрусалимським королем обрано  Фулька Анжуйського. Він одружився з донькою Балдуїна II Мелісендою.
- Рамон Баранґе IV став графом Барселони.
- Убито данського правителя ободритів Кнуда Лаварда. Як наслідок спалахнуло повстання проти короля Данії Нільса I, яке очолив Ерік Пам'ятливий.
- Король Угорщини Іштван II зрікся на користь  Бели II Сліпого.
- Церковний собор у Реймсі відлучив від церкви антипапу Анаклета II. Принагідно Людовика VII короновано французьким королем ще за життя батька.
- В Англії засновано орден гільбертинців.
- У Багдаді помер сельджуцький султан Махмуд II. Розпочалася війна за спадок.

## Померли
- 17 грудня — У віці 83-х років помер перський і таджицький поет, математик, філософ Омар Хаям.